# The Flash (videojuego de 1991)
The Flash es un videojuego de plataformas de acción basado en la serie de televisión de 1990 desarrollado por Equilibrium y publicado por THQ exclusivamente para Game Boy. Fue lanzado el 31 de diciembre de 1991. Es el primer videojuego protagonizado por Flash.

## Sinopsis
Central City está siendo asediada, el Velocista Escarlata tiene las manos ocupadas, juegos de asesinos, pícaros y maníacos han lanzado un asalto total en Central City. Disparando salvajemente en persecuciones a alta velocidad con las autoridades, estos bandidos amenazan con tomar el control. Solo la súper velocidad de The Flash puede detener el caos y llevar a estos criminales ante la justicia.

## Jugabilidad
El jugador debe guiar a Flash a través de trece niveles y evitar que The Trickster explote la ciudad.
Flash corre de izquierda a derecha y usando sus habilidades de salto y puñetazos debe desactivar bombas, golpear a matones, sortear obstáculos y luchar contra jefes, todo mientras completa cada nivel dentro de un límite de tiempo.